# Burgstall Galgenberg (Oberstadion)
Der Burgstall Galgenberg ist eine abgegangene Höhenburg auf einem 540 m ü. NN hohen Hügel am Rand einer flachen Senke eines ehemaligen Weihers südöstlich von Moosbeuren, einem Ortsteil der Gemeinde Oberstadion, im Alb-Donau-Kreis in Baden-Württemberg. Erhalten ist der Burghügel mit einer Höhe von 6 bis 7 Meter und einem Durchmesser von etwa 20 Meter. Die Bezeichnung Galgenberg ist darauf zurückzuführen, dass sich auf dem Burghügel bis zum Beginn des 19. Jahrhunderts ein Galgen befand.